# (5875) Kuga
(5875) Kuga est un astéroïde de la ceinture principale.

## Description
(5875) Kuga est un astéroïde de la ceinture principale. Il fut découvert le 5 décembre 1989 à Kitami par Kin Endate et Kazuro Watanabe. Il présente une orbite caractérisée par un demi-grand axe de 2,38 UA, une excentricité de 0,05 et une inclinaison de 6,5° par rapport à l'écliptique.

## Compléments